# 罗森 (阿根廷)
罗森是阿根廷丘布特省的首府，下辖26,000人口，1957年成为省会，但并非丘布特省的最大城市。罗森位于巴塔哥尼亚，丘布特河沿岸，国道3号穿过该市，拥有渔港、博物馆等设施，气候较干燥。